# Omar Montes
Omar Montes, né le 22 juin 1988 à Madrid, est un chanteur de reggaeton, animateur de télévision et un ancien boxeur espagnol d'origine hispano-irakienne. Connu pour ses participation à de divers programmes télévisés, notamment les éditions espagnoles de Isola dei famosi et Grande fratello VIP, il obtient ensuite un contrat d'enregistrement avec Sony Music Latin. Au cours de sa carrière, il sort un album studio et plusieurs singles, obtenant plusieurs hits du top 10 dans les charts espagnols et un nombre important de certifications d'or et de platine sur le même marché.

## Biographie

### Enfance et carrière sportive
Omar Ismaël Moreno Montes naît le 22 juin 1988 à Madrid d'une mère espagnole et d'un père irakien. Il s'impose d'abord comme boxeur devenant champion dans la catégorie poids welters et disputant plus de cent combats. 

### Débuts et carrière télévisuelle
Après avoir interrompu sa carrière sportive, il commence à sortir ses premiers morceaux de musique en 2015. Il participe ensuite à la sixième édition de Big Brother VIP Espagne, mais est exclu du concours suite à une dispute avec un autre concurrent. Il continue ensuite à publier d'autres morceaux et à participer à d'autres émissions de télévision, pour finalement atterrir dans la version espagnole de L'isola dei famosi. Après avoir remporté le concours lié à l'émission, Montes acquiert également une plus grande notoriété en tant qu'artiste musical. Atteignant respectivement les cinquième et première places du classement espagnol des singles avec les chansons The Blonde (Remix 2) et Acolao. Ces deux singles lui valent un total de 9 disques de platine. À la suite de ces succès, il sort l'album La vida mártir, qui atteint la dixième place du classement espagnol des albums.

### Carrière musicale
Entre 2019, 2020 et 2021, Omar continue de sortir plusieurs singles obtenant 11 autres disques de platine et 4 disques d'or en Espagne. Dans certaines chansons, l'artiste a l'occasion de collaborer avec des collègues tels qu'Abraham Mateo, Ana Mena, Baby K. Avec ce dernier en particulier, il collabore au single Pa ti, avec lequel il obtient sa première place dans les charts et son premier disque d'or sur le marché italien, En 2021, il publie son premier livre, homonyme de son premier album La vida mártir, centré sur ses événements personnels et le chemin qui l'a conduit à devenir chanteur. Également en 2021, il est le protagoniste de la série El principito de Prime Video et Telecinco. En 2022, il participe à l'émission de télévision Idol Kids en tant que juge. En novembre 2022, il sort son deuxième album studio Quejíos de un Maleante.

## Discographie

### Albums studio
- 2019 : La vida mártir
- 2022 : Quejíos de un mâleante
- 2024 : Lágrimas de un maleante

### Singles notables
- 2016 : Más que amigos (avec Ylenia Padilla et Moncho Chavea)
- 2017 : Conmigo (avec Moncho Chavea)
- 2017 : Así así (avec Alba Dreid)
- 2018 : Fuego (avec Moncho Chavea, Denom, Fyahbwoy et Arce)
- 2018 : Pantera (avec Daviles de Novelda et Salcedo Leyry)
- 2018 : Tiki tiki (avec Elias et Moncho Chavea)
- 2019 : La rubia (Remix 2) (avec La Nueva Escuela)
- 2019 : Alocao (avec Bad Gyal)
- 2019 : Morena
- 2019 : Como el agua (avec Ana Mena)
- 2020 : Prendío (Remix) (avec Rvfv et Daviles de Novelda)
- 2020 : Pegamos Tela (avec Abraham Mateo et Lérica)
- 2020 : No me olvida (avec Robledo et Quimico Ultramega)
- 2020 : Más y más (avec Ñengo Flow)
- 2020 : Rueda (Remix) (avec Chimbala et Juan Magán)
- 2020 : Hola Nena (avec Nyno Vargas)
- 2020 : Tinder (avec Arce)
- 2020 : Dime bbsita (Remix) (avec Antonio Hernández et Moncho Chavea)
- 2020 : Pas de puedo amar (avec Rvfv)
- 2020 : En mute (avec Lérica et Cali y el Dandee)
- 2020 : Normal que se lo crea (avec Daviles de Novelda, RVFV)
- 2020 : Fake Capo (Remix) (avec Rvfv et Karetta el Gucci)
- 2021 : Rebelde (avec Yotuel et Beatriz Luengo)
- 2021 : Solo (avec Ana Mena et Maffio)
- 2021 : Pa ti (avec Baby K)
- 2021 : No quiero amor (avec Rvfv)
- 2021 : Vete (avec Camela)
- 2021 : Remix de Diablita (avec Fabbio et Lennis Rodríguez)
- 2021 : Beba que quieres que haga (avec JC el Diamante)
- 2021 : Rakata (remix) (avec divers artistes)
- 2022 : Patio de la Carcel (avec Farruko)
- 2023 : Dame (avec Quevedo )

## Télévision
- Gran Hermano Vip 6 (concurrent)
- Survivants (candidat; gagnant)
- Viens dîner avec mon ami (concurrent)
- Los Gipsy Kings (candidat)
- Le prince est Omar Mortes (acteur principal)
- Idol Kids (juge)